# Mission Studios
Mission Studios，是一个电脑游戏开发商，最出名的是战斗飞行模拟器JetFighter系列。它还开发Bobby Fischer Teaches Chess。1996年，该公司于被Take-Two收购。该公司据称在2001年解散。